# Student Nonviolent Coordinating Committee
De Student Nonviolent Coordinating Committee (SNCC) was één der organisaties actief in de Afro-Amerikaanse Burgerrechtenbeweging (African-American Civil Rights Movement). De SNCC ontstond vanuit een aantal studentenbijeenkomsten onder leiding van Ella Baker in april 1960 aan de Shaw University in Raleigh, North Carolina. De groep, met onder meer ook John Robert Lewis, Marion Barry en James Bevel, groeide snel uit tot een grote organisatie met vele donateurs in het noorden van de Verenigde Staten. De fondsen bijeengebracht door de donateurs werden gebruikt om de activiteiten van de SNCC in het zuiden van de VS te financieren, waarbij de fulltime-medewerkers een salaris van $10 ontvingen. Vele onbetaalde vrijwilligers waren actief voor projecten in Mississippi, Alabama, Georgia, Arkansas en Maryland.
De SNCC speelde een belangrijke rol in de organisatie van sit-ins en freedom rides. Verder speelde zij, onder het toenmalig voorzitterschap van John Robert Lewis, een vooraanstaande rol in de Mars naar Washington in 1963 en de Mississippi Freedom Summer in 1964, een campagne om zo veel mogelijk Afro-Amerikanen geregistreerd te krijgen als stemmers. De voornaamste bijdrage van de SNCC aan de burgerrechtenbeweging was het organiseren van registratiecampagnes in tal van plaatsen in het zuiden, met name in Georgia, Alabama en Mississippi.